# José Felipe Abárzuza y Rodríguez de Arias
José Felipe Abárzuza y Rodríguez de Arias (Cadice, 22 maggio 1871 – Puerto Real, 21 settembre 1948) è stato un pittore spagnolo.

## Biografia
José Felipe Abárzuza y Rodríguez de Arias fu allievo di Joaquín Sorolla, intraprese la carriera espositiva a Madrid. Divenne insegnante all'Accademia di belle arti di Cadice e fu prevalentemente pittore di genere. La sua realizzazione più importante è il soffitto del Gran Teatro Falla di Cadice, che eseguì dal 1906 al 1909 con il sostegno del suo allievo Julio Moisés. Nel 1911 divenne direttore del Museo di Cadice.
Alcune delle sue opere sono conservate nel Museo del Prado.